# Viverso
Viverso (früher Viverso GmbH, heute Nuplex Industries GmbH) war ein 100%iges Tochterunternehmen der Bayer MaterialScience AG und ist Produzent und Vermarkter von Lackharzen (Alkydharze, ungesättigte Polyesterharze und hydroxyfunktionelle Acrylate). Sitz des Unternehmens ist Bitterfeld-Wolfen in Sachsen-Anhalt. Bis Oktober 2011 war die Obergesellschaft die Nuplex Industries Ltd. mit Sitz in Neuseeland diese wurde jedoch im Zuge der Fusion mit Allnex nach Frankfurt am Main verlegt. Die direkte Mutter der Nuplex Industries GmbH ist die Nuplex Resins B.V. in den Niederlanden.

## Geschichte
Viverso wurde 2007 als Ausgliederung aus der Bayer MaterialScience AG Business Unit CAS (Coatings, Adhesives, Specialities) geplant. Das neue ausgegliederte Unternehmen sollte auf das Marktumfeld und den Kundenkreis für die oben genannten Produktgruppen zugeschnitten werden. Hierbei handelt es sich um ausgereifte Produkte, die wenig technischen Service verlangen, gleichmäßig hohe Qualität bieten und möglichst pünktlich beim Kunden sein müssen. Deswegen wurde eine Internetplattform eingerichtet, auf der die Kunden schnell und unkompliziert ihre Aufträge abgeben können.

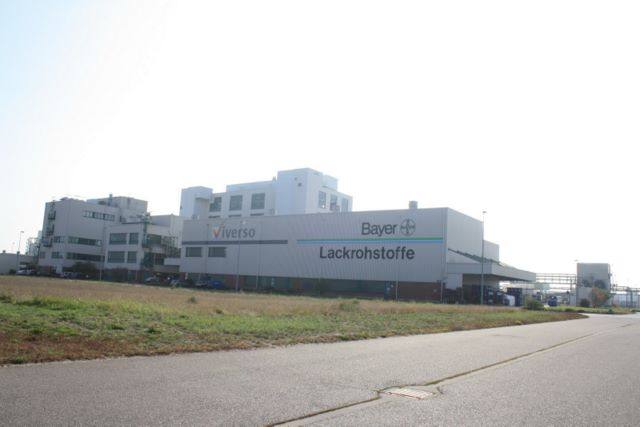
Straßenansicht des Werksgeländes

Für den Sitz des Unternehmens wurde der Standort Bitterfeld-Wolfen ausgewählt, wo auf dem Gelände bereits seit 1994 der Lackharzbetrieb als Produktionsstätte u. a. für die Produktgruppen Alkydal®, Roskydal® und Desmophen® A. existierte. Der Produktionsbetrieb ist einer der modernsten seiner Art in Europa. Viverso übernahm am 1. Januar 2008 offiziell auch die Vermarktung von Alkydal, Roskydal und Desmophen A von der Bayer MaterialScience AG.
Die ersten Alkydal-Typen wurden von Bayer MaterialScience schon in den 20er und 30er Jahren des 20. Jahrhunderts eingeführt, Roskydal wird seit den 50er Jahren produziert. Beide Marken prägten den Markt für Lackharze nachhaltig und setzten Qualitätsstandards. Sie sind weit verbreitet in der Holz-, Industrie- und Autolackindustrie. Neben der Produktion dieser klassischen Harze in einer sehr modernen Anlage, charakterisiert Viverso insbesondere der Vertrieb über die eigene Online-Plattform. Viverso zählt damit zu den ersten Herstellern derartiger chemischer Rohstoffe in Europa und weltweit, die diesen Vertriebsweg wählen.
Im Oktober 2011 gab die Bayer MaterialScience AG den Verkauf von Viverso an die Nuplex Industries bekannt. Der Kaufpreis beträgt 75 Millionen Euro; alle 165 Mitarbeiter werden von Nuplex übernommen.
Im September 2016 gab der Chemiekonzern Allnex bekannt mit Nuplex zu fusionieren. Der Sitz der gemeinsamen Holding wurde nach Frankfurt am Main verlegt.

## Geschäftsmodell
Das Viverso Geschäftsmodell charakterisiert sich in erster Linie durch den exklusiven Verkauf der Produkte über eine eigene Internetplattform. Alle Viverso Kunden haben Zugang und können ihre Geschäftsaktivitäten, wie bei anderen Internetshops, online abwickeln. Auf der Website können sie ihre Aufträge platzieren, Muster bestellen, verfügbare Mengen prüfen und ihre Aufträge nachverfolgen. Viverso ist damit die erste Tochter der Bayer MaterialScience AG, die über einen eigenen Webshop verfügt und ihre Produkte ausschließlich online vertreibt. Viverso nimmt dadurch eine Vorreiterrolle ein und zählt zu den ersten Firmen der chemischen Industrie, die ihre Rohstoffprodukte nicht auf dem klassischen B2B-Weg, sondern nur online verkaufen.
Viverso bündelt Produktion und Management/Marketing/Vertrieb an einem Standort.
Auf diese Weise kann das Unternehmen effizienter arbeiten und gezielter entscheiden. Etwa 150 Mitarbeiter sind bei Viverso beschäftigt. Nach außen positioniert sich Viverso mit einem lockeren Marketing und unkomplizierten, transparenten Transaktionen als Teil der Bayer MaterialScience AG.

## Produktionsstätte
Viverso ging aus dem Lackharzbetrieb der Bayer Bitterfeld GmbH hervor. Diese Anlage nahm 1994 die Produktion auf. Neben den 3 Viverso Produktgruppen werden hier unter anderem auch die Linien Bayhydrol®, Desmophen® C, Desmophen® AFS und Desmolux® für das Bayer MaterialScience AG Sortiment produziert. Der Standort verfügt über ein Technikum mit Versuchsanlagen, ein Labor sowie Rohstoff- und Fertigproduktlager. Pro Jahr können hier bis zu 66.000 Tonnen Lackharze produziert werden.

## Produktangebot
Viverso produziert Harze, die in die Herstellung von verschiedensten Oberflächenbeschichtungen und Spachtelmassen eingehen. Dazu zählen kurz- bis langkettige Alkydharze, Polyesterharze und unterschiedlichen hydroxyfunktionellen Acrylattypen, auch High-Solid Varianten.

### Alkydharze
Viverso produziert Alkydharze, welche zur Herstellung von Holz- und Möbellacken, Parkett- und Fußbodenlacken, Lacken für Holzaußenflächen, Lasuren, Lacken für den Maler- und DIY Bereich sowie Industrielacken verwendet werden. Bayer stellte bereits 1929 die ersten Alkydharze industriell her. Diese Lackrohstoffe sind, je nach Typ, in Xylol, verschiedenen Benzinen, Butylacetat oder Methoxypropylacetat gelöst und wurden unter dem Namen Alkydal weltweit bekannt. Viverso vertreibt seine Alkydharze noch heute unter diesem Markennamen.

### Ungesättigte Polyesterharze
Ungesättigte Polyesterharze (UP-Harze) von Viverso kommen in Holz- und Möbellacken – sowohl konventionell härtend, als auch UV-härtend – in Folienbeschichtungen, Lacken für Musikinstrumente und den Innenausbau sowie als Spachtelharze in Spachtelmassen für Holz, Großfahrzeuge, Autos, Steine und Marmor zum Einsatz. Die ersten ungesättigten Polyesterharztypen in Styrol wurden von Bayer bereits in den 50er Jahren unter der Markennamen Roskydal eingeführt. Unter diesem Namen führt auch Viverso diese Produktlinie weiter.

### Hydroxyfunktionelle Acrylate
Hydroxyfunktionelle Acrylate werden von Bayer seit den 80er Jahren produziert und bilden die Grundlage für 2-Komponenten-Systeme. In Verbindung mit verschiedenen Desmodur N Typen kommen Viverso Acrylate z. B. in Korrosionsschutz, Holz- und Möbellacken, Industrie- und Kunststofflacken sowie Grundierungen und Füllern, Decklack und Klarlack in der Automobilindustrie vor. Bei Bayer und Viverso wird die Acrylatlinie Desmophen A genannt.
Viverso bietet auch High Solid Varianten von Desmophen A an. Sie enthalten weniger Lösemittel, dadurch einen geringeren Anteil flüchtiger organischer Verbindungen (VOC) und sind dementsprechend umweltverträglicher.